# Virus Marburg
Virus Marburg (nazýván také marburský virus) je RNA virus patřící do skupiny tzv. filovirů.

## Historie
Virus byl objeven v Německu v roce 1967; tehdy se jím ve městě Marburg nakazilo 25 laboratorních pracovníků, dalších 6 lidí včetně lékařů a patologa se nakazilo od nemocných lidí. Sedm nakažených zemřelo. Původ nákazy pocházel od opic dovezených na pokusy z africké Ugandy.
Při epidemii v Kongu v letech 1998–2000 zemřelo 83 % nakažených pacientů. V roce 2000 zemřelo v Ugandě 140 ze 354 nakažených lidí. Jedna z největších nákaz tímto virem propukla v letech 2004 a 2005 v Africe; tato epidemie zasáhla jih Afriky, Kongo a Angolu. Z 399 nakažených osob jich tehdy zahynulo 355.
V roce 2008 se tímto virem nakazila Nizozemka během dovolené v Ugandě, kde navštívila jeskyně obývané netopýry. Žena následně viru podlehla po selhání jater a silném krvácení.
V období studené války Sovětský Svaz v programu MARV zkoumal a testoval jeho potenciál jako biologické zbraně.

## Klinické příznaky a léčba
Virus se šíří tělesnými tekutinami, včetně krve, výkalů, slin a zvratků. Stejně jako ebola způsobuje krvácivé (hemorhagické) horečky. Dalšími příznaky je průjem, zvracení a silné krvácení z tělesných otvorů. Nakažené oběti obvykle umírají do týdne.
Na Marburg podobně jako na ebolu neexistuje účinný lék ani preventivní očkování. Šance na přežití zvyšuje včasná odborná pomoc (rehydratace). Je nebezpečnější než ebola, mortalita dosahuje 87 %. Původ viru není znám. Vědci však zjistili, že se nachází u některých druhů kaloňů a netopýrů, kterým ale nezpůsobuje žádné zdravotní komplikace; jsou tedy pouhými přenašeči nemoci.
Virus Marburg se vyskytuje v Ugandě, Angole a Rovníkové Guineji.